# NGC 3826
NGC 3826 (NGC 3830) é uma galáxia elíptica (E) localizada na direcção da constelação de Leo. Possui uma declinação de +26° 29' 21" e uma ascensão recta de 11 horas, 42 minutos e 32,9 segundos.
A galáxia NGC 3826 foi descoberta em 6 de Abril de 1785 por William Herschel.